# Лаграндж (Джорджія)
Лаграндж (англ. LaGrange) — місто (англ. city) в США, в окрузі Труп штату Джорджія. Населення — 30 858 осіб (2020).

## Географія
Лаграндж розташований за координатами 33°1′49″ пн. ш. 85°2′16″ зх. д. / 33.03028° пн. ш. 85.03778° зх. д. (33.030397, -85.037870).  За даними Бюро перепису населення США в 2010 році місто мало площу 104,05 км², з яких 102,32 км² — суходіл та 1,74 км² — водойми. В 2017 році площа становила 111,22 км², з яких 109,04 км² — суходіл та 2,18 км² — водойми.

## Демографія
Згідно з переписом 2010 року, у місті мешкало 29 588 осіб у 11 243 домогосподарствах у складі 7268 родин. Густота населення становила 284 особи/км².  Було 12846 помешкань (123/км²).
Расовий склад населення:
| - 48,0 % — чорних або афроамериканців - 44,5 % — білих - 2,5 % — азіатів - 0,2 % — корінних американців - 0,1 % — вихідців з тихоокеанських островів - 2,8 % — осіб інших рас |

До двох чи більше рас належало 1,8 %. Частка іспаномовних становила 4,7 % від усіх жителів.
За віковим діапазоном населення розподілялося таким чином: 27,5 % — особи молодші 18 років, 59,7 % — особи у віці 18—64 років, 12,8 % — особи у віці 65 років та старші. Медіана віку мешканця становила 33,0 року. На 100 осіб жіночої статі у місті припадало 85,8 чоловіків;  на 100 жінок у віці від 18 років та старших — 80,5 чоловіків також старших 18 років.
Середній дохід на одне домашнє господарство  становив 49 021 долар США (медіана — 32 582), а середній дохід на одну сім'ю — 55 854 долари (медіана — 38 854). Медіана доходів становила 34 694 долари для чоловіків та 28 304 долари для жінок. За межею бідності перебувало 30,2 % осіб, у тому числі 43,8 % дітей у віці до 18 років та 18,5 % осіб у віці 65 років та старших.
Цивільне працевлаштоване населення становило 12 148 осіб. Основні галузі зайнятості: виробництво — 27,1 %, освіта, охорона здоров'я та соціальна допомога — 21,7 %, роздрібна торгівля — 11,7 %, мистецтво, розваги та відпочинок — 11,7 %.